# Anet (Eure-et-Loir)
Anet is een gemeente in het Franse departement Eure-et-Loir in het noorden van de regio Centre-Val de Loire. De plaats maakt deel uit van het arrondissement Dreux. Anet telde op 1 januari 2022 2.708 inwoners.

## Geografie
De oppervlakte van Anet bedroeg op 1 januari 2022 7,85 vierkante kilometer; de bevolkingsdichtheid was toen 345 inwoners per km².

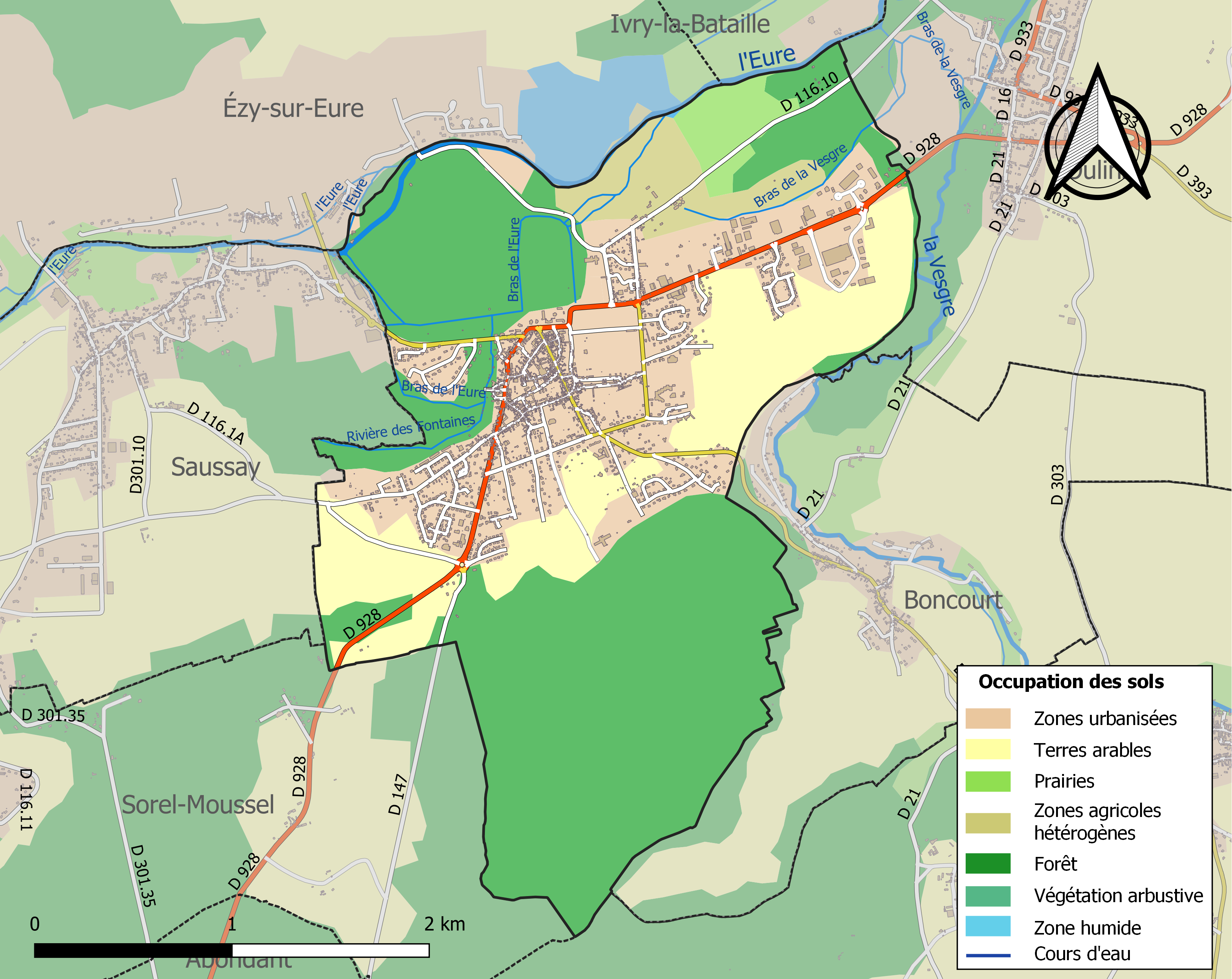
Kaart van de gemeente met belangrijkste infrastructuur, bodemgebruik en omliggende gemeenten

## Demografie
Onderstaande figuur toont het verloop van het inwonertal (bron: INSEE-tellingen).

## Geboren in Anet
- Pierre Charles L'Enfant (1754-1825), architect en stadsontwerper
- Pascal Lainé (1942-2024), schrijver